# Festival du film de Sarajevo 2023
Le Festival du film de Sarajevo 2023, la 29e édition du festival, se déroule du 11 au 18 août 2023.

## Déroulement et faits marquants
Les films en sélection sont annoncés fin juillet.
Les réalisateurs Mark Cousins, Lynne Ramsay et Charlie Kaufman reçoivent un Cœur de Sarajevo d'honneur,.
Le 18 août 2023, le palmarès est décerné : le film Blackbird Blackbird Blackberry de Elene Naveriani remporte le Cœur de Sarajevo du meilleur film, Philip Sotnychenko (en) remporte le prix de la meilleure réalisation pour La Palisiada (en). Le prix de la meilleure actrice est remis à Ekaterine Chavleishvili pour son rôle dans Blackbird Blackbird Blackberry, le prix du meilleur acteur est remis à Jovan Ginić pour son rôle dans Lost Country.

## Jury

### Compétition des films de fiction
- Mia Wasikowska (présidente du jury), actrice  Australie
- Zlatko Burić, acteur  Croatie  Danemark
- Danica Curcic, actrice  Serbie
- Juraj Lerotić (hr), réalisateur  Allemagne
- Josh Siegel, curateur du département film au Museum of Modern Art  États-Unis

## Sélection

### Compétition des films de fiction
- Europa (de) de Sudabeh Mortezai  Autriche
- Medium (de) de Christina Ioakeimidi  Grèce
- Libertate (ro) de Tudor Giurgiu  Roumanie
- Animal (en) de Sofia Exárchou  Grèce
- Blackbird Blackbird Blackberry de Elene Naveriani  Géorgie
- Day of the Tiger (Tigru) de Andrei Tănase  Roumanie
- La Palisiada (en) de Philip Sotnychenko (en)  Ukraine
- Lost Country de Vladimir Perišić  Serbie
- Excursion (film) (en) de Una Gunjak (es)  Bosnie-Herzégovine
- L'Affaire Vinča Curie (Čuvari formule) de Dragan Bjelogrlić  Serbie
- Rumi de Can Ulkay  Turquie (série tv)

## Palmarès
- Cœur de Sarajevo du meilleur film : Blackbird Blackbird Blackberry de Elene Naveriani
- Cœur de Sarajevo du meilleur réalisateur : Philip Sotnychenko (en) pour La Palisiada (en)
- Meilleure actrice : Ekaterine Chavleishvili pour son rôle dans Blackbird Blackbird Blackberry
- Meilleur acteur : Jovan Ginić pour son rôle dans Lost Country